# 6291 Renzetti
6291 Renzetti eller 1985 TM1 är en asteroid i huvudbältet som upptäcktes den 15 oktober 1985 av den amerikanske astronomen Edward L.G. Bowell vid Anderson Mesa Station. Den är uppkallad efter fysikern Nicholas A. Renzetti.
Asteroiden har en diameter på ungefär 5 kilometer.